# Quema de monos

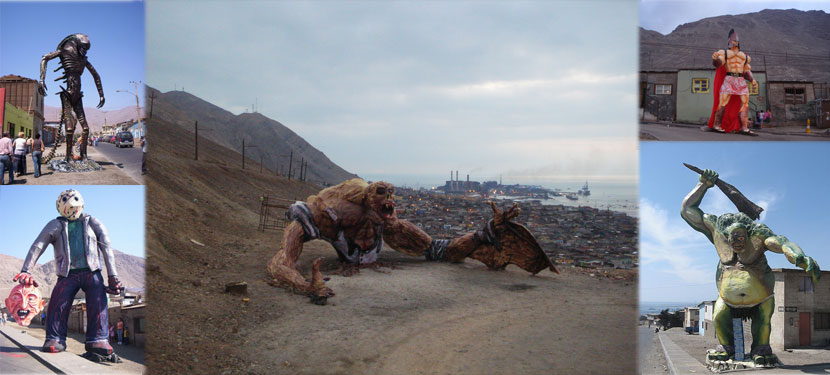
Monos en Tocopilla

Se denomina quema de monos a una costumbre popular en algunas ciudades del norte de Chile que consiste quemar un monigote hecho principalmente con papel y ropa vieja en una ceremonia que se realiza en la medianoche del cambio de año y forma parte de las celebraciones de fin de año. Esta festividad es de origen ecuatoriano conocido como Año viejo que fue introducido por los españoles a finales del Siglo XVIII y principios del Siglo XIX en la ciudad de Guayaquil. Esta costumbre se fue adoptando en varios países de América Latina incluido Chile.
En Chile se realiza principalmente en Arica, Iquique, Tocopilla, María Elena, Calama, Antofagasta, Copiapó, Huasco, La Serena, Coquimbo y Penco. Es un rito de purificación que representa quemar todo lo malo del año pasado para recibir con esperanzas el nuevo año. Se dice que se debe encender un poco antes de las doce, puesto que si se realiza después, se apaga o derrumba antes de la medianoche es señal de mala suerte para el año venidero.

## Tocopilla
En la ciudad de Tocopilla esta costumbre evolucionó siendo hoy una elaborada y gran tradición popular que es incluso apoyada por el municipio en una premiación previa a la quema de medianoche.
Si bien, estos monos siguen realizándose con materiales de desecho, actualmente son esculturas de grandes dimensiones que se pueden definir como verdaderas obras de arte, que los habitantes y visitantes suelen fotografiar mientras recorren la localidad.
Junto a la quema de mono se realizan los Salnatrones, que popularmente también son llamados Salitrones. Estos corresponden a hogueras con grandes cantidades de salitre en riscos a orillas del mar, que al tocar con el mar producen grandes estruendos y una atmósfera especial en toda la ciudad. Costumbre que a veces ha sido criticada por la contaminación que provoca.
Asimismo se encienden Fuegos Pirotécnicos destacando entre ellos las luces de bengala, además del ruido de las sirenas que dan a la localidad ese ambiente abrumador entre festejo y un estado de catástrofe.